# 西切斯特 (艾奥瓦州)
西切斯特（英語：West Chester）是一個位於美國愛荷華州華盛頓縣的城市。

## 地理
西切斯特的座標為41°20′19″N 91°49′00″W / 41.33861°N 91.81667°W，而該地的平均海拔高度為236米（即774英尺）。

## 人口
根據2010年美國人口普查的數據，西切斯特的面積為0.65平方千米，當中陸地面積為0.65平方千米，而水域面積為0.00平方千米。當地共有人口146人，而人口密度為每平方千米224人。